# Dipcadi biflorum
Dipcadi biflorum là một loài thực vật có hoa trong họ Măng tây. Loài này được Ghaz. mô tả khoa học đầu tiên năm 1996.